# Pinot noir
La pinot noir es una variedad de uva de vino (Vitis vinifera). El nombre puede hacer referencia también a los vinos realizados sobre todo a partir de esta uva. El nombre deriva de las palabras francesas pine (piña) y noir (negra). El término pine se debe a que esta variedad tienen unos racimos apretados y cónicos, con forma de piña.
La pinot noir crece en todo el mundo, sobre todo en las regiones frías, aunque es asociada sobre todo con la región francesa de Borgoña. Otras regiones vitícolas han logrado reputación con la pinot noir, como el valle del Willamette de Oregón, Carneros, la Costa Central y la zona del río Ruso (Russian River) de California, la región surafricana de la bahía Walker, Tasmania y el valle de Yarra de Australia y las regiones de Central Otago, Martinborough y Marlborough de Nueva Zelanda. La pinot noir también es una uva usada para la producción de vino espumoso en la región de Champaña y en otras regiones vinícolas.
Se considera que produce algunos de los vinos más elegantes del mundo, pero es una variedad difícil de cultivar y de vinificar. La uva tiende a producir racimos apretados, lo que la hace susceptible de riesgos viticulturales, entre los que se encuentra la putrefacción, y requiere de un mantenimiento diligente de la canopia. Su fina piel y sus bajos niveles de compuestos fenólicos hacen que la pinot noir produzca vinos con un color claro, cuerpo medio y pocos taninos. Los vinos de esta variedad tienen un envejecimiento desigual e impredecible en el que pueden pasar por una fase muda (donde no se aprecian los sabores ni los olores). Cuando son jóvenes, los vinos de pinot noir tienden a tener aromas a frutas rojas, como cerezas, frambuesas y fresas. A medida que envejecen, pueden desarrollar aromas vegetales y "granjeros".

## Viticulturas

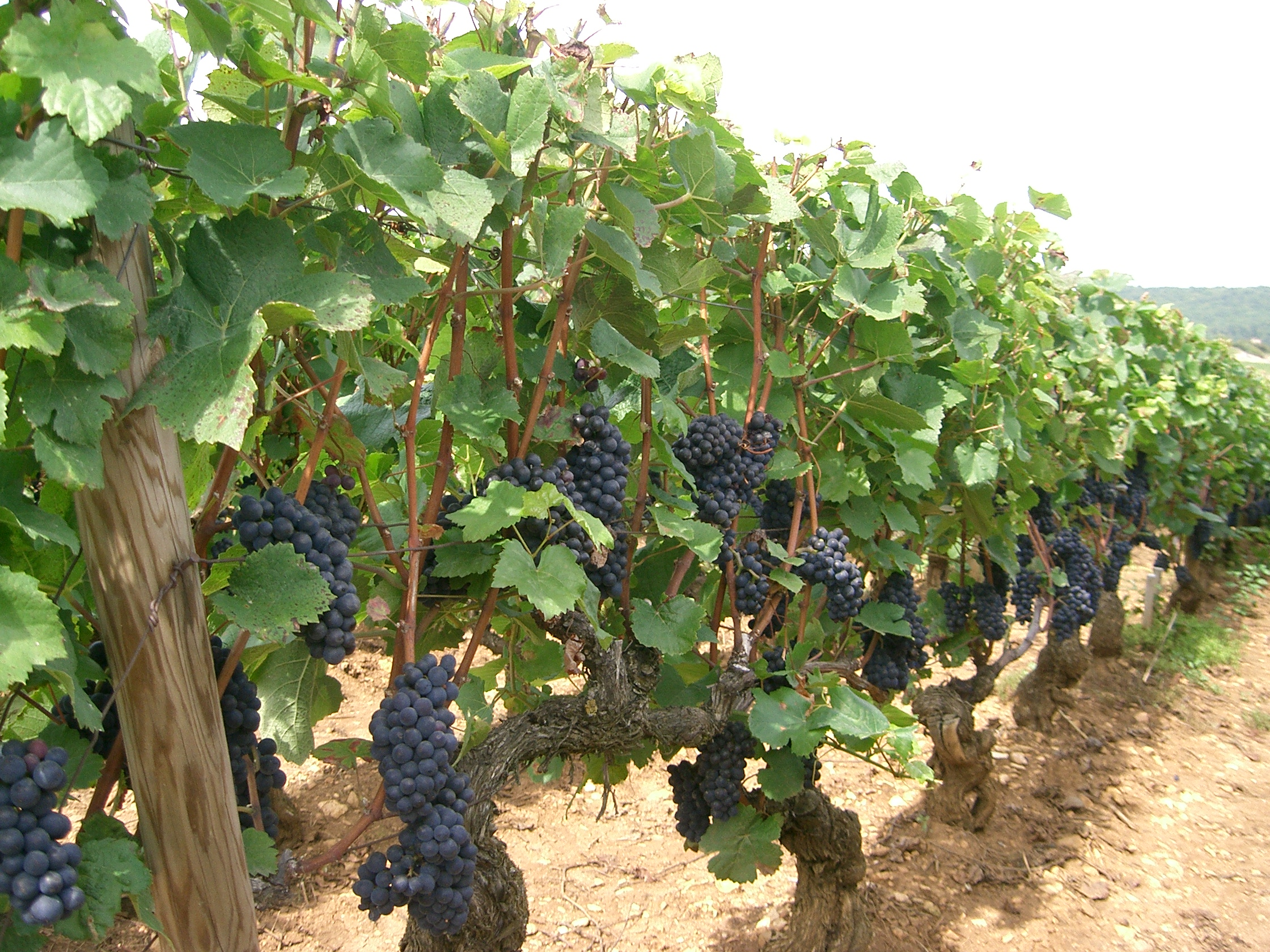
Vides de pinot noir en Santenay, en la Côte-d'Or de Borgoña.

Las hojas de la pinot noir suelen ser más pequeñas que las de cabernet sauvignon o la syrah y la vid suele ser menos vigorosa que aquellas variedades. El racimo es pequeño y de forma cónico-cilíndrica, con una forma similar a una piña. Algunos historiadores de la viticultura creen que esa similitud en la forma podría ser el origen de su nombre. En los viñedos, la pinot noir es sensible al viento, a la helada, al nivel de brotes (debe tener bajos rendimientos para producir un vino de calidad), al tipo de suelo y a las técnicas de poda. En la vinificación es sensible a los métodos de fermentación, a las cepas de levadura y refleja muy bien el terruño en el que se encuentra, produciendo vinos muy diferentes dependiendo de la región. Su fina piel la hace susceptible de la pudrición (botrytis cinerea) y a enfermedades fúngicas similares del racimo. Las vides son susceptibles del mildiú y, en Borgoña (y en otros lugares), a la infección del enrollamiento de la hoja y al virus GFLV, llamado en inglés fanlief, que también ataca a las hojas. Estas complicaciones han dado a esta uva la reputación de ser difícil de cultivar: Francis Robinson dijo que la pinot era «una vid descarada» y André Tchelistcheff declaró que «Dios hizo la cabernet sauvignon y el diablo hizo la pinot noir». Es mucho menos tolerante que la cabernet sauvignon, la syrah, la merlot y la garnacha al viento, la calidez y la sequía.

## Regiones
La pinot noir es originaria del viñedo de Borgoña, concretamente de la región de Côte-d'Or. También se planta en Italia, España, Alemania, Luxemburgo, Hungría, Kosovo, Macedonia del Norte, Moldavia, Grecia, Rumanía, Serbia, Eslovenia, Suiza, Bulgaria, República Checa, Eslovaquia, Ucrania, el norte de Croacia, República de Georgia, Israel, Chile, Argentina, Uruguay, México y Estados Unidos.

### Francia
La pinot noir ha hecho famosa a la denominación Borgoña, y viceversa. Los historiadores del vino, incluyendo John Winthrop Haeger y Roger Dion, creen que la asociación entre la pinot y Borgoña fue una estrategia de los duques borgoñones de la casa de Valois. Roger Dion elaboró una tesis sobre el papel de Felipe II de Borgoña a la hora de promover la difusión de la uva pinot noir. En ella sostenía que la exquisita reputación de los vinos de Beaune, como "los más elegantes del mundo", fue un triunfo propagandístico de los duques borgoñones de la casa de Valois. En todo caso, el arquetipo mundial de la pinot noir es el de una variedad de Borgoña, donde se ha cultivado desde el año 100 d .C.
Borgoña produce excelentes vinos de pinot noir que pueden envejecer muy bien en los buenos años, desarrollando complejos sabores frutales y a suelo de bosque a medida que envejecen, alcanzando su apogeo a los 15 o 20 años de crianza. Muchos de estos vinos son producidos en cantidades muy pequeñas y pueden ser muy caros. Hoy, la afamada Côte d'Or tiene unas 4500 ha de pinot noir. Muchos de los vinos de Borgoña más elegantes se producen en esa área. Las regiones de Côte Chalonnaise y Mâconnais, al sur de Borgoña, tienen unas 40 000 ha de pinot noir.
En el departamento del Jura, a lo largo del valle del río, los vinos de pinot noir son más ligeros.
En la región de Champaña se usa para mezclas con chardonnay y pinot meunier. También puede darse sin mezclar, en cuyo caso se etiquetaría como "blanc de noirs". Esta región tiene más pinot plantado que cualquier otra zona de Francia.
En Sancerre se usa para hacer vinos tintos y rosados, mucho más ligeros que los borgoñones,  y suelen servirse fríos, sobre todo en los años más cálidos, que es cuando es menos fino.
En Alsacia, se usa generalmente para hacer el vino pinot-noir d'Alsace, un vino rosado varietal. No obstante, también se usa para hacer vinos tintos genuinos llamados normalmente pinot noir rouge, que tienen características similares a los vinos tintos de Borgoña y Beaujolais, pero que se consumen fríos. Hay ejemplares destacables, como el rouge de Barr y el rouge d'Ottrott. El pinot noir rouge es el único vino tinto producido en Alsacia. La falta de acidez y de complejidad a menudo evita que los vinos de pinot noir alsacianos alcancen un nivel de calidad mayor que el de un vino placentero y fácil de beber.

### Alemania
En Alemania se le llama spätburgunder (borgoñona tardía) y en la actualidad es la uva tinta más plantada. Históricamente, buena parte del vino alemán producido con pinot noir era claro o tan rosado como los vinos de Alsacia, y muy simple: el exceso de brotes y la pudrición eran las principales causas de esto. Sin embargo, en los últimos años, y a pesar del clima norteño, se están produciendo vinos tintos más oscuros y más ricos, a menudo envejecidos en barrica, en regiones como Baden, el Palatinado y Ahr. Estos vinos no suelen exportarse y los mejores ejemplares son muy caros en Alemania. Al igual que el "rhenish", el pinot noir alemán es mencionado varias veces en las obras de Shakespeare como un vino muy caro.

### Italia
En Italia la pinot noir es conocida como pinot nero. Se ha cultivado tradicionalmente en el Südtirol, el Collio Goriziano, en Oltrepò Pavese, el Véneto, Friuli y en Trentino. También se planta en la Toscana.
En el Südtirol la variedad fue registrada por primera vez en 1838 como "bourgoigne noir" en una lista de uvas de vino del "Landwirtschafts-Gesellschaft von Tirol und Vorarlberg, Niederlassung Bozen". Fue llamada posteriormente blauburgunder, que es como se la conocía en Austria. Las primeras descripciones analíticas son de Edmund Mach (pueden encontrarse en el Instituto Agronómico San Michele) en 1894.

### España
En España, y según la Orden APA/1819/2007, por la que se actualiza el Anexo V: Clasificación de las variedades de vid, del Real Decreto 1472/2000, de 4 de agosto, que regula el potencial de producción vitícola, la pinot noir es variedad recomendada para las Comunidades autónomas de Aragón, Cataluña, Extremadura, La Rioja y Comunidad Valenciana; además, está autorizada en Andalucía, Asturias, Baleares, Canarias, Cantabria, Castilla-La Mancha, Castilla y León, Navarra y País Vasco.
Realmente, el lugar de España donde más se cultiva es Cataluña. La pinot noir se produce en pequeñas cantidades en la provincia catalana de Lérida, bajo la DO Costers del Segre. También hay pequeños viñedos de pinot noir en la DO Montsant, donde se produce el vino de Celler de Capçanes, que a su vez está contenida en DO Cataluña, más amplia.
Los territorios que, tras Cataluña, cultivan en mayor proporción esta uva son Navarra, Aragón y Castilla y León. Finalmente también tiene cierta presencia, aunque es menos común, en el País Vasco y en la Comunidad Valenciana.

### Chile
En Chile la pinot noir se cultiva en viñedos de los valles de Colchagua, Casablanca, Limarí, San Antonio, Curicó y Biobío. Los vinos pinot noir chilenos son muy valorados. Un vino pinot noir de la cosecha de 2010 y envejecido en barricas de roble francés, el Ritual pinot noir de la bodega de Viñedos Veramonte, recibió 90 puntos en la revista estadounidense Wine Enthusiast en 2012. En 2015 el pinot noir chileno fue el vino de esta cepa más consumido en el Reino Unido. El vino Bicicleta de la viña, de la bodega chilena Cono Sur, fue elegido ese año por la revista Drinks International como el décimo mejor vino mejor valorado del mundo. No obstante, no está entre las variedades más abundantes de Chile. En 1987 la pinot noir suponía solo 0,3 % del viñedo del país. El 2014, según el Catastro Vitivinícola oficial, registraba 4195 hectáreas, es decir un 3,04 por ciento del total vides viníferas.

### Argentina
Aunque la uva más conocida en Argentina es la malbec, la más solicitada para la exportación en la Patagonia es la pinot noir. El pinot noir comenzó a plantarse en Argentina en el siglo XX, siendo el primer lugar la región de El Comahue (en las provincias de Río Negro y Neuquén).

### Estados Unidos
Los Estados Unidos se han convertido en uno de los mayores productores de pinot noir. Algunos de los mejores vinos pinot noir estadounidenses son del valle Willamette de Oregón, el valle del Río Ruso y la costa del condado de Sonoma. Hay denominaciones menos conocidas, como la del valle de Anderson, el condado de Mendocino, las Santa Lucía Highlands de la Costa Central y el valle de Santa María y las Santa Rita Hills del condado de Santa Bárbara. 

### Nueva Zelanda
En Nueva Zelanda, crece sobre todo en Martinborough, Marlborough, Waipara y Central Otago.

## Vinos

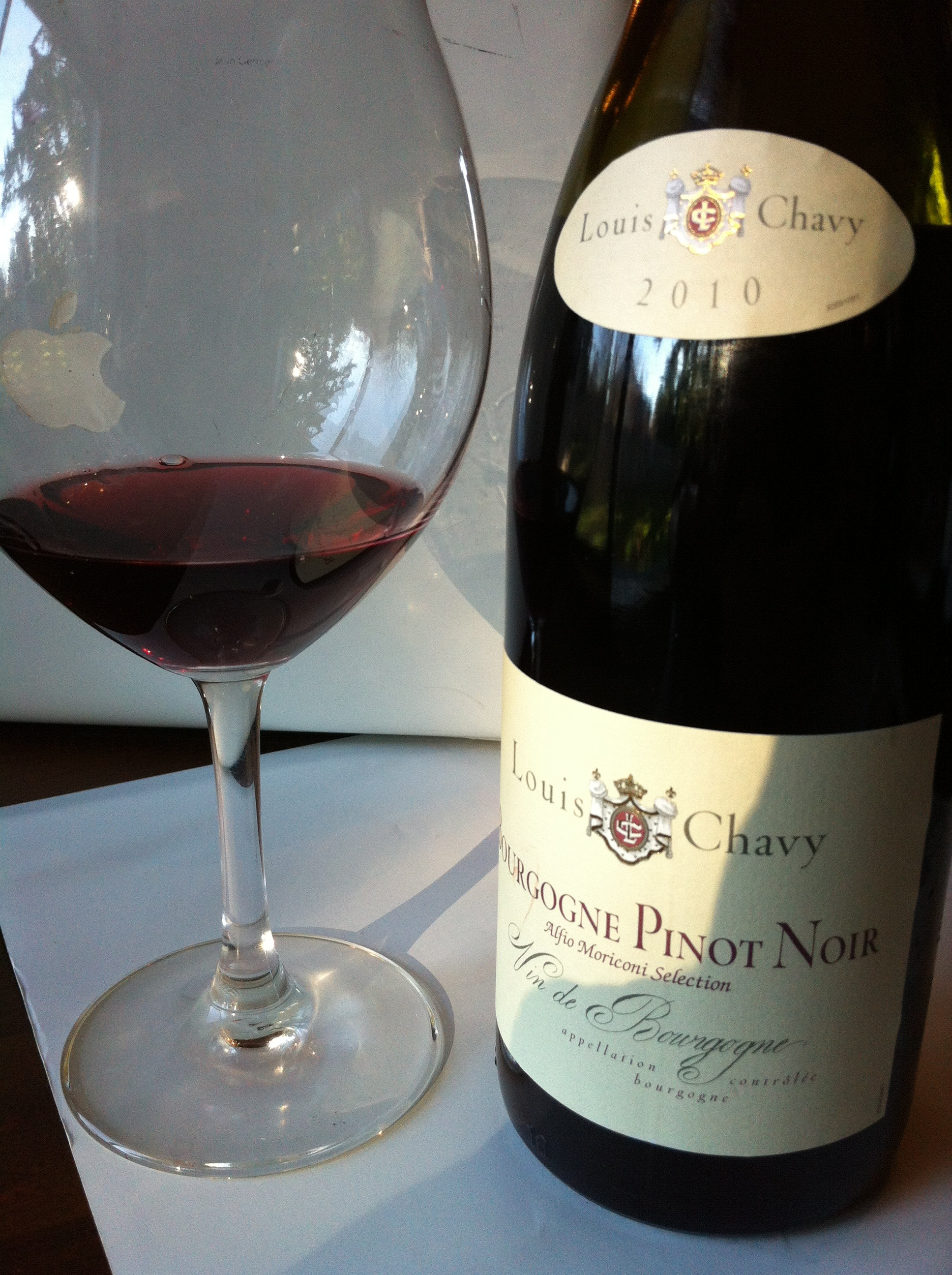
Un vino de pinot noir de Borgoña.

Los vinos de pinot noir están entre los más famosos del mundo. Joel Fleishchman, de la revista Vanity Fair, describe al pinot noir como «el vino más romántico, tan voluptuoso como un perfume, tan dulce y agudo, y tan impactante y poderoso que, al igual que el amor, hace correr la sangre caliente y la cera del alma de forma poética». La maestra sumiller Madeline Triffon definió al pinot como «sexo en una copa».
El gran rango de buqués, sabores, texturas e impresiones que produce el pinot noir a veces confunde a los que lo prueban. Grosso modo, sus vinos tienden a tener un cuerpo de ligero a medio, con reminiscencias aromáticas a cereza, frambuesa y, en menor medida, grosella, y a otras pequeñas frutas rojas y negras. Tradicionalmente, el tinto de Borgoña de esta variedad es famoso por su sabrosa intensidad, aromas "granjeros" (característica asociada con el tiol y con otros compuestos), pero con el cambio de las modas, las técnicas de vinificación y con clones más modernos y fáciles de cultivar se ha favorecido un vino con más sabores a frutas y con un estilo más limpio.
El color de este vino cuando es joven se compara a menudo con el de garnet, y suele ser mucho más claro que el de otros vinos tintos. Esto es completamente natural y no se debe a un fallo de la vinificación. Esto se debe a que la pinot noir tiene en su piel un nivel más bajo de antocianinas que muchas de las variedades tintas más famosas. La Callistefina, una antocianina que da un color anaranjado, también se encuentra en las pieles de las uvas de pinot noir.
Sin embargo, el estilo de California y Nueva Zelanda, emergente y cada vez más difundido, produce un vino más potente, con más tonos afrutados y más oscuro, haciéndole más parecido a los vinos de syrah o incluso a los vinos del Nuevo Mundo de malbec, en lo que respecta a sus profundidad y a su contenido alcohólico.
El pinot noir también se usa para la producción de champán (normalmente mezclado con chardonnay y pinot meunier) y se planta en muchas regiones del mundo para hacer tanto vinos sin gas como vinos espumosos. La vid de pinot noir que se usa para vinos de mesa secos es generalmente de bajos rendimientos y menos vigorosa que otras variedades, mientras que cuando crece para la realización de vinos espumosos (como el champán) generalmente tiene más brotes y tiene unos rendimientos significativamente más altos.
Además de ser usada para la producción de vino tinto y de vino espumoso, la pinot noir también es usada a veces para la producción de vinos rosados, del estilo de Beaujolais Nouveau, e incluso para vinos blancos vin gris. Su zumo es incoloro.

## Historia, clones y mutaciones

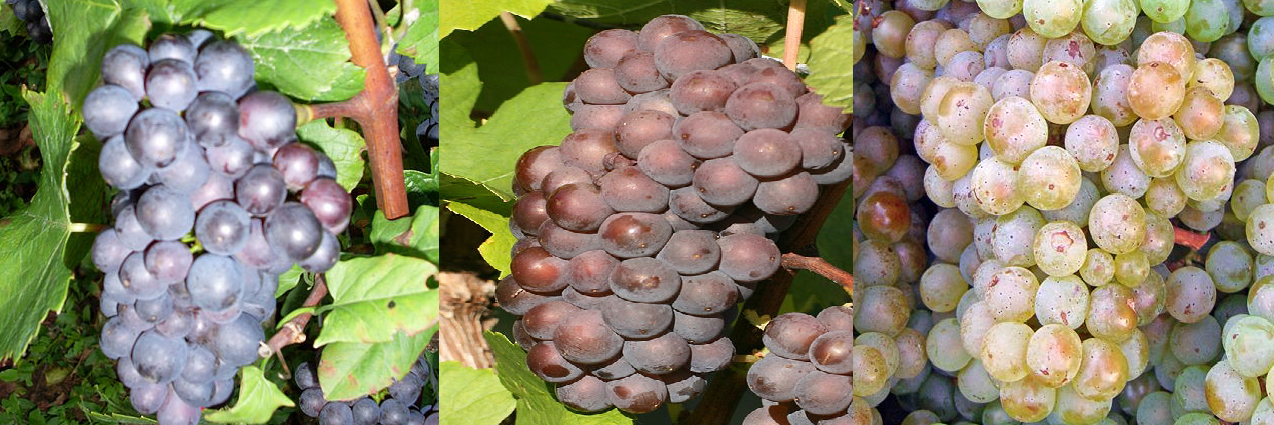
De izquierda a derecha: pinot noir, pinot gris y pinot blanc.

La pinot noir puede ser una vid muy antigua que fue tomada de la naturaleza, como vitis sylvestris, por el hombre hace una o dos generaciones. Sus orígenes no están claros: En De re rustica, Columela describe una variedad de uva similar a la pinot noir en Borgoña durante el siglo I. No obstante, siempre han crecido vides salvajes al norte de Bélgica antes de la filoxera y es posible que la pinot sea una domesticación de una vitis sylvestris con flores hermafroditas.
Ferdinand Regner ha argumentado que la pinot noir es un cruce entre la pinot meunier (schwarzriesling) y la traminer, pero esta afirmación ha sido refutada. La pinot meunier tiene una mutación (en las células epidérmicas) que da a los brotes y a las hojas una pelusa blanca. La vid pinot meunier es un poco más pequeña y de maduración temprana. La pinot meunier presenta una variegación y tiene dos capas de tejido de diferente composición genética, lo que surge de una mutación de la pinot noir. La pinot meunier no puede ser un padre de la pinot noir y, de hecho, parece probable que estas mutaciones, que pueden generar las pinots, la determinen como antepasado de la pinot meunier.
La pinot gris puede haberse logrado por una mutación de la pinot noir o de la pinot blanc. La pinot gris puede que tenga una mutación en los genes VvMYBA1 o VvMYBA2 que controlan el color de la uva. La pinot blanc es una mutación remota y pudo haber dado lugar naturalmente a la pinot gris o a la pinot noir. Los perfiles de ADN "generales" de la pinot gris y la pinot blanc son idénticos a los de la pinot noir; y a los de otras pinots, como la pinot moure y la pinot teinturier. Esto indica que casi todas las pinot (con independencia del color de las uvas) pudieron haber surgido como una mutación de otra pinot. La pinot noir pudo haber sido la primera pinot seleccionada por el hombre. Definir a las pinots como una familia se acerca más a la verdad. Es más interesante centrarse en las mutaciones que van más allá de eso, como que la pinot meunier gris es una mutación no peluda de la pinot meunier, que los alemanes califican como samtrot.
En 1936 Henri Gouges de Borgoña propagó una modificación natural de la pinot noir con uvas blancas a la que Clive Coates ha llamado pinot Gouges, aunque otros la llaman pinot Musigny. No hay evidencias científicas publicadas, ni ninguna razón para creer que la pinot gouges haya derivado de la pinot blanc, sino que, simplemente, se cree que surgió como una mutación natural de la pinot noir en el viñedo de Henri Gouges.
En el Reino Unido el nombre Wrotham pinot es un sinónimo permitido para la pinot meunier, lo que se debe a que uno de los pioneros de la viticultura en RU, Edward Hyams, la descubrió en Wrotham, Kent, a finales de la década de 1940. Era, con total probabilidad, la variedad conocida como miller's Burgundy, que ha crecido en los muros y en los jardines de Gran Bretaña durante muchos años. Archibald Barron escribió en su libro Vines and Vine Culture, considerado la obra prototípica de la viticultura victoriana, que la miller's Burgundy también fue encontrada por el famoso horticultor sir Joseph Banks en los restos de un antiguo viñedo de Tortworth, en el condado de Gloucestershire, que fue conocido por sus viñedos en la Edad Media. Hyams le pidió la vid a Raymond Barrington Brock, que había dirigido la Estación de Investigación de Viticultura de Oxted, y la cultivó junto con otras muchas variedades. Cuando Brock comparó esa vid con la pinot meunier llegada de Francia dijo que tenía un contenido de azúcar más alto y que maduraba dos semanas antes. Hyams, queriendo crear una buena historia por su condición de periodista, dijo que esa vid había sido traída por los romanos sin tener ninguna evidencia de eso. Brock vendió esquejes de Wrotham pinot, y esta vid se popularizó en los primeros viñedos ingleses que se recuperaron en el pasado siglo XX, aunque es poco probable que la mayoría de las vides que surgieron de esquejes de Brock sobrevivan en los actuales viñedos del RU. De hecho, a pesar de que hoy casi todas las plantaciones de pinot meunier del RU han venido de viveros franceses y alemanes, el nombre de Wrotham pinot sigue siendo un sinónimo legalmente aceptado para esta variedad, aunque es poco usado por los viticultores del RU.
La pinot noir puede ser particularmente propensa a la mutación (suposición que tiene elementos de transposición activos), y gracias a la larga historia de su cultivo hay cientos de clones diferentes en viñedos y colecciones de vides de todo el mundo. En Francia se han reconocido oficialmente más de 50, en comparación con los 25 clones que se conocen en ese país de la cabernet sauvignon, que cuenta con muchas más hectáreas. La Etablissement National Technique pour l'Amelioration de la Viticulture (ENTAV), una organización francesa dedicada a la investigación en el terreno de la viticultura, ha puesto en marcha un programa para seleccionar los mejores clones de la pinot. Este programa ha logrado aumentar el número de clones de calidad disponibles para los viticultores. En el Nuevo Mundo, sobre todo en Oregón, los vinos de calidad muy alta se realizan con clones "Pommard" (sobre todo UCD4) y "Wadensvil" (UCD 1A y/o 2A), desarrollados por la Universidad de California en Davis.
La gamay Beajulais es el nombre de un clon creado por la Universidad de la California en Davis de crecimiento recto (de ahí que también se la llame pinot droit, recto en francés). Se planta sobre todo en California aunque también se ha establecido en Nueva Zelanda.
La frühburgunder (pinot noir précoce) es una pinot noir de maduración temprana. En la familia pinot, la madurez puede oscilar en unas cuatro, o incluso seis semanas, entre la que madura de forma más temprana y la que madura de forma más tardía. Las infecciones virales y el exceso de brotes contribuyen a atrasar la madurez de la pinot noir.
A veces se confunde a la gouget noir con un clon de la pinot noir, pero los análisis de ADN han confirmado que son variedades distintas.
En agosto de 2007, investigadores franceses anunciaron la secuencia del genoma de la pinot noir. Es el la primera planta frutal que es secuenciada, y la cuarta planta con flores.

## Cruces
En la Edad Media, la nobleza y el clero del noreste de Francia cultivaron pinot en las mejores parcelas, mientras que los campesinos cultivaban otra vid mucho más productiva, pero en cierta forma inferior, la gouais blanc. El cruce por polinización pudo haberse dado por la proximidad entre ambas variedades, creándose una gran gama de parientes híbridos, aunque estos cruces también podrían haberse producido por la acción humana. Entre los parientes surgidos del cruce entre la pinot y la gouais están: la chardonnay, la aligoté, la auxerrois blanc, la gamay, la melón y otras once. La pinot noir no fue necesariamente la pinot inmiscuida en estos cruces. Cualquier miembro de la familia pinot podría haber sido genéticamente capaz de producir estos cruces con la gouais.
En 1925, la pinot fue cruzada en Sudáfrica con la cinsault (conocida allí con el sinónimo hermitage) para crear una variedad llamada pinotage.